# Bartsia tomentosa
Bartsia tomentosa är en snyltrotsväxtart som beskrevs av U. Molau. Bartsia tomentosa ingår i släktet svarthösläktet, och familjen snyltrotsväxter. Inga underarter finns listade i Catalogue of Life.